# Cheilosia eurodes
Cheilosia eurodes är en tvåvingeart som först beskrevs av Tokuichi Shiraki 1930.  Cheilosia eurodes ingår i släktet örtblomflugor, och familjen blomflugor. Inga underarter finns listade i Catalogue of Life.